# Zaza Pachulia
Zaza Pachulia (georgiano: ზაზა ფაჩულია; Tbilisi, 10 de fevereiro de 1984) é um jogador de basquetebol profissional de nacionalidade georgiana que atualmente defende a equipe do Fluminense Football Club.

## Estatísticas

##### Temporada regular
| Ano     | Equipe    | PJ  | PT  | MPP  | %TC  | %3P  | %TL  | RPP | APP | ROB | TPP | PPP  |
| ------- | --------- | --- | --- | ---- | ---- | ---- | ---- | --- | --- | --- | --- | ---- |
| 2003-04 | Orlando   | 59  | 2   | 11.3 | .389 | .000 | .644 | 2.9 | .2  | .4  | .2  | 3.3  |
| 2004-05 | Milwaukee | 74  | 4   | 18.9 | .452 | .000 | .746 | 5.1 | .8  | .6  | .5  | 6.2  |
| 2005-06 | Atlanta   | 78  | 78  | 31.4 | .451 | .000 | .735 | 7.9 | 1.7 | 1.1 | .5  | 11.7 |
| 2006-07 | Atlanta   | 72  | 47  | 28.1 | .474 | .000 | .786 | 6.9 | 1.5 | 1.1 | .5  | 12.2 |
| 2007-08 | Atlanta   | 62  | 5   | 15.2 | .437 | .000 | .706 | 4.0 | .6  | .4  | .2  | 5.2  |
| 2008-09 | Atlanta   | 77  | 26  | 19.1 | .497 | .000 | .709 | 5.7 | .7  | .5  | .3  | 6.2  |
| 2009-10 | Atlanta   | 78  | 1   | 14.0 | .488 | .000 | .650 | 3.8 | .5  | .5  | .4  | 4.3  |
| 2010-11 | Atlanta   | 79  | 7   | 15.7 | .461 | .000 | .754 | 4.2 | .7  | .4  | .3  | 4.4  |
| 2011-12 | Atlanta   | 58  | 44  | 28.3 | .499 | .000 | .741 | 7.9 | 1.4 | .9  | .5  | 7.8  |
| 2012-13 | Atlanta   | 52  | 15  | 21.8 | .473 | .000 | .757 | 6.5 | 1.5 | .7  | .2  | 5.9  |
| 2013-14 | Milwaukee | 53  | 43  | 25.0 | .427 | .000 | .846 | 6.3 | 2.6 | 0.8 | 0.3 | 7.7  |
| 2014-15 | Milwaukee | 73  | 45  | 23.7 | .454 | .000 | .788 | 6.8 | 2.4 | 1.1 | 0.3 | 8.3  |
| 2015-16 | Dallas    | 76  | 69  | 26.2 | .466 | .000 | .768 | 9.4 | 1.7 | 0.8 | 0.3 | 8.6  |
| Total   | Total     | 891 | 386 | 21.5 | .461 | .000 | .746 | 6.0 | 1.2 | 0.7 | 0.3 | 7.1  |

##### Playoffs
| Ano   | Equipe    | PJ | PT | MPP  | %TC  | %3P  | %TL  | RPP | APP | ROB | TPP | PPP |
| ----- | --------- | -- | -- | ---- | ---- | ---- | ---- | --- | --- | --- | --- | --- |
| 2008  | Atlanta   | 7  | 0  | 15.0 | .280 | .000 | .714 | 2.9 | .3  | .3  | .0  | 4.1 |
| 2009  | Atlanta   | 11 | 1  | 23.6 | .415 | .000 | .762 | 6.9 | .3  | .4  | .3  | 6.9 |
| 2010  | Atlanta   | 11 | 0  | 14.6 | .514 | .000 | .625 | 3.5 | .3  | .2  | .6  | 4.6 |
| 2011  | Atlanta   | 11 | 0  | 17.7 | .478 | .000 | .773 | 4.9 | 1.2 | .2  | .1  | 3.5 |
| 2015  | Milwaukee | 6  | 6  | 21.5 | .400 | .000 | .615 | 6.7 | 1.5 | 1.7 | .5  | 6.7 |
| 2015  | Dallas    | 5  | 4  | 22.4 | .380 | .000 | .880 | 5.4 | 3.2 | 0.6 | .2  | 6.6 |
| Total | Total     | 51 | 11 | 18.9 | .415 | .000 | .734 | 5.0 | 0.9 | .5  | .3  | 5.3 |

## Ligações Externas
- Perfil na NBA